# Ivan Stari
Ivan Stari (Pula, 11. listopada 1890. – Zagreb, 4. lipnja 1946.), istarski hrvatski narodnjački aktivist i urednik iz Pule.

## Životopis
Rođen u Puli 1890. godine. Od 1907. u rodnoj Puli bio je predsjednik Hrvatske omladine te jedan od osnivača i čelnika Narodne radničke organizacije. Od 1919. posredovao je u »repatrijaciji« između Italije i Kraljevine SHS, prikupljao pomoć za obnovu sela stradalih u Proštinskoj buni, bio urednik Istarske riječi i dr. hrv. glasila u Trstu. Kao izdavači Istarske riječi bili su naznačeni Stojan Brajša i Ivan Stari do listopada 1923., a od tada do gašenja lista samo Ivan Stari. Bio je zatim i potpredsjednik Odbora za Istru Političkog društva Edinost. Nakon trogodišnje konfinacije (1929. – 32.) sklonio se u Zagreb, gdje je vodio društvo »Istra«, a bio je i potpredsjednik Saveza emigrantskih društava. God. 1941. otpušten je iz državne službe zbog prijašnje političke aktivnosti.